# Vexillum suave
Vexillum suave is een slakkensoort uit de familie van de Costellariidae. De wetenschappelijke naam van de soort is voor het eerst geldig gepubliceerd in 1875 door Souverbie.